# Yoks Laom See
Bœ̆ng Yôks Laôm (Khmer បឹងយក្សឡោម, ɓəŋ jĕək laom, en.: Lake Yeak Laom) ist ein vulkanischer Kratersee und eine Touristenattraktion in der Gemeinde Yeak Laom, Banlung Municipality (Banlung Krong, ក្រុងបានលុង), Ratanakiri im Nordosten von Kambodscha. Er liegt ca. 5 km südlich von Banlung, der Provinzhauptstadt und ist als Naturschutzgebiet ausgewiesen. 2012 wurde Yeak Laom in die Liste der 15 schönsten Kraterseen in der Welt aufgenommen.

## Geologie
Vor rund 700.000 Jahren entstand der See durch einen Vulkanausbruch im Bergland von Ratanakiri. Das Ufer des Yeak Laom ist ein fast perfekter Kreis mit knapp 800 m Durchmesser. Der See erreicht eine Tiefe von 48 m. Nordöstlich und nördlich von Yeak Laom finden sich weitere Seen.

## Legenden
In der Folklore der ortsansässigen Tampuan (ទំពួន) entstand der See, als ein Riese ein Loch grub, um seine schöne Tochter aus der Hand eines Freiers zu befreien, mit dem sie ausgerissen war. Regen füllte die Grube, wodurch der See entstand.
Der See und der umliegende Wald haben für die Tampuan eine religiöse Bedeutung. Sie vollziehen dort Opferrituale zur Ernte, zur Saat oder bei Krankheiten in der Familie.

## Klima
In Banlung gibt es eine Regenzeit von Mai bis Oktober. Die Trockenzeit dauert von Dezember bis Februar. Im Durchschnitt ist der April der wärmste Monat und der kühlste der Januar. Juli ist der feuchteste Monat und Januar der trockenste.

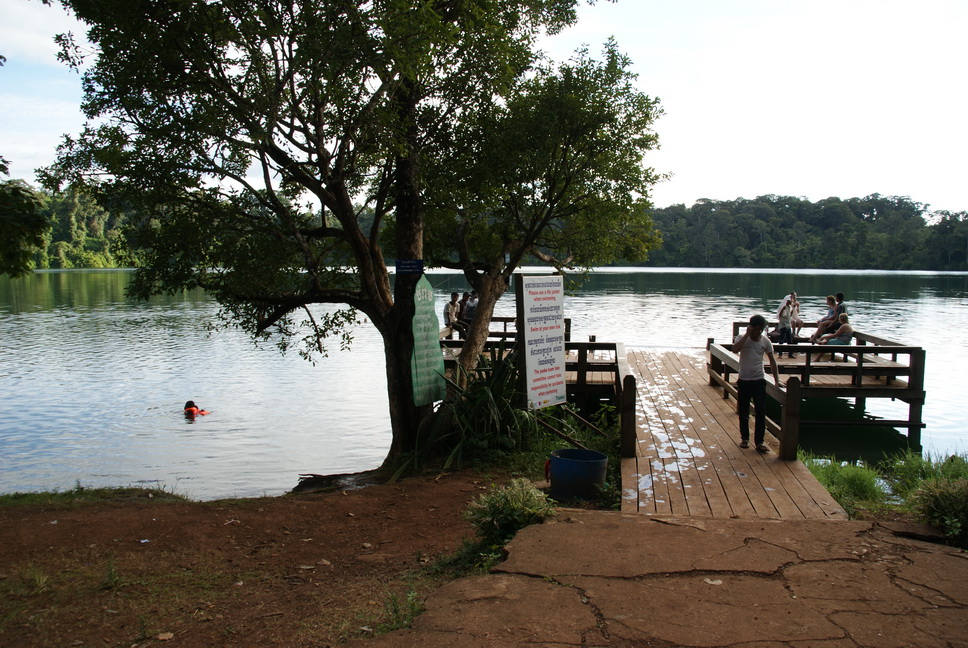
Badeplatz am Bœ̆ng Yôks Laôm.

## Tourismus
Yeak Loam ist ein beliebtes Touristenziel. Man erreicht den Ort in nur 10 Minuten Fahrt mit dem Auto oder einem tuktuk von Banlung aus. Es gibt die Möglichkeit im See zu schwimmen. Ein 3 km langer Pfad führt rings um den See und ein kleines Museum bietet Informationen zur Kultur der Tampuan. Es gibt auch Touristenläden und ethnische Trachten können für Fotoshootings entliehen werden. Es gibt auch eine Zugangsgebühr.

## Naturschutz
Bis 1995 entwickelten sich Umweltprobleme durch Abfälle und landwirtschaftliche Unternehmungen. Dann begann die Provinbehörde mit dem International Development Research Centre (UK) mit Schutzmaßnahmen und die Tampuan-Community am See übernahm 1997 das Projekt.
Der Gouverneur von Ratanakiri stimmte einer Vereinbarung mit einer Laufzeit von 25 Jahren zu, aufgrund derer die lokalen Tampuan den See und das umgebende Gebiet verwalten sollen. Landrechte der Indigenen wurden auch explizit in Gesetze aufgenommen, die 2001 verabschiedet wurden. Ein Community Based Tourism Committee aus zehn Ältestem wurde gebildet. Das Komitee überwacht die Aktivitäten und die Verwendung der Zugangsgebühren. Führer der Tampuen bieten Tourne um den See an und  Mitglieder der Gemeinschaft zeigen gelegentlich traditionelle Tänze.
Ein Erlass 2018 des Ministry of Environment (ក្រសួងបរិស្ថាន) begründete das Boeng Yeak Laom Multiple Use Area mit einer Fläche von 36,2 ha.